# Kristallen 2010
Kristallengalan 2010 ägde rum 3 september 2010 och sändes på TV4. Efter galan sändes en eftershow på TV4 Plus. Nya kategorier för året var Årets realityprogram, granskning och nyskapare. Årets dramaprogram bytte namn till Årets tv-drama och Årets barn- och ungdomsprogram var den nya kategorin för Årets barnprogram. Programledare var Tilde de Paula och Linda Lindorff. De nominerade tillkännagavs 17 augusti 2010. Solsidan fick flesta priser, och var det enda som fick två priser. Priserna delades ut bland annat av Magnus & Brasse, Ladies Night och Lars Adaktusson.
Andra nyheter från föregående år var att Årets fakta- och aktualitetsprogram ersatte Årets nyhets- och debattprogram och Årets kultur- och samhällsprogram samt Årets sportprogram bytte namn till Årets sport/tv-profil och blev ett publikpris. Årets nyskapare och Årets nyskapare utsågs av Kristallens styrelse. Svenska folket utsåg vinnarna i kategorierna årets program, manliga samt kvinnliga programledare och sport-tv-profil genom en telefonomröstning, övriga utses av en jury. SVT mottog flest priser, nio stycken, TV4 fick tre priser och MTG och SBS fick ett pris vardera.

## Vinnare[4]

### Årets underhållningsprogram
- Vinnare: På spåret (SVT)
- Andra plats: Idol 2009 (TV4)

### Årets dokusåpa
- Vinnare: Mästarnas mästare (SVT)
- Andra plats: Paradise Hotel (TV6)

### Årets tv-drama
- Vinnare: Millennium (SVT)
- Andra plats: Johan Falk (TV4)

### Årets humorprogram
- Vinnare: Solsidan (TV4)
- Andra plats: Roast på Berns (Kanal 5)

### Årets barn- och ungdomsprogram
- Vinnare: Wild kids (SVT)

### Årets livsstilsprogram
- Vinnare: Arga snickaren (Kanal 5)
- Andra plats: Mauro & Pluras kök (TV8)

### Årets fakta- och aktualitetsprogram
- Vinnare: Världens konflikter (SVT)
- Andra plats: Efterlyst (TV3)

### Årets granskning
- Vinnare: Den andra våldtäkten i Uppdrag granskning (SVT)

### Årets dokumentärprogram
- Vinnare: Drottningen och jag (SVT)

### Årets realityprogram
- Vinnare: Svenska Hollywoodfruar (TV3)

### Årets sport-tv-profil
- Vinnare: André Pops (SVT)
- Andra plats: Peter Jihde (TV4)

### Årets manliga programledare
- Vinnare: David Hellenius (TV4)
- Andra plats: Peter Settman (SVT)

### Årets kvinnliga programledare
- Vinnare: Anne Lundberg (SVT)
- Andra plats: Lotta Engberg (TV4)

### Årets program
- Vinnare: Solsidan (TV4)
- Andra plats: Mästarnas Mästare (SVT)

### Årets nyskapare
- Vinnare:

### Hederspriset
- Vinnare: Stina Lundberg Dabrowski

## Nominerade

### Årets underhållningsprogram
- Let's Dance 2010 (TV4)
- Skavlan (SVT)
- Vem kan slå Filip och Fredrik? (Kanal 5)

### Årets dokusåpa
- Bonde söker fru 2009 (TV4)
- Ensam mamma söker 2009 (TV3)
- Stjärnorna på slottet (SVT)

### Årets tv-drama
- Arn (TV4)
- Kommissarie Winter (SVT)
- Mannen under trappan (SVT)

### Årets humorprogram
- Ballar av stål (Kanal 5)
- Blomstertid (TV4)
- Succeduon med Anders och Måns (SVT)

### Årets barn- och ungdomsprogram
- Guds tre flickor (SVT)
- Ordstorm (UR)
- Rekordbyrån (SVT)
- Vid vintergatans slut (SVT)

### Årets livsstilsprogram
- Fuskbyggarna (TV4)
- Halv åtta hos mig (TV4)
- Lyxfällan (TV3)

### Årets fakta- och aktualitetsprogram
- Agenda (SVT)
- Boston Tea Party (Kanal 5)
- Sveriges historia (TV4)

### Årets granskning
- Agentskandalen (TV4)
- Att skapa en seriemördare (SVT)
- Bodström i Kalla Fakta TV4)
- Vattenfall i TV4-nyheterna (TV4)

### Årets dokumentärprogram
- Familjen Bernadotte (TV4)
- Mamma till en mördare (TV4)
- Sluten avdelning (SVT)
- Videocracy (SVT)

### Årets realityprogram
- Familjen annorlunda (TV4)
- Guldfeber (TV6)
- Spårlöst (TV4)
- Ullared (Kanal 5)

### Årets sport-tv-profil
- Ola Wenström (TV3)
- Tommy Åström (Kanal 5)

### Årets manliga programledare
- Erik & Mackan (TV6)
- Filip & Fredrik (Kanal 5)
- Nisse Edwall (UR)

### Årets kvinnliga programledare
- Doreen Månsson (UR)
- Renée Nyberg (TV3)
- Sofia Wistam (Kanal 5)

### Årets program
- Svenska Hollywoodfruar (TV3)
- Ullared (Kanal 5)
- Välkomna nästan allihopa (UR)

### Årets nyskapare
Inga nominerade

### Hederspriset
Inga nominerade

## Webb-TV-program
Under Kristallens seminarium, den 2 september 2010 delade Expressen ut ett pris i kategorin "Årets bästa Webb-TV-program. Vinnaren korades genom en omröstning på Expressens webbplats. Vinnare blev Anagina.blogg.

### Nominerade
- Mammbikten
- Olympiska vinterstudion - "Uppvärmningen"
- Bella & Tyra show
- Anagina.blogg - Vinnare